# Satoko Fujii

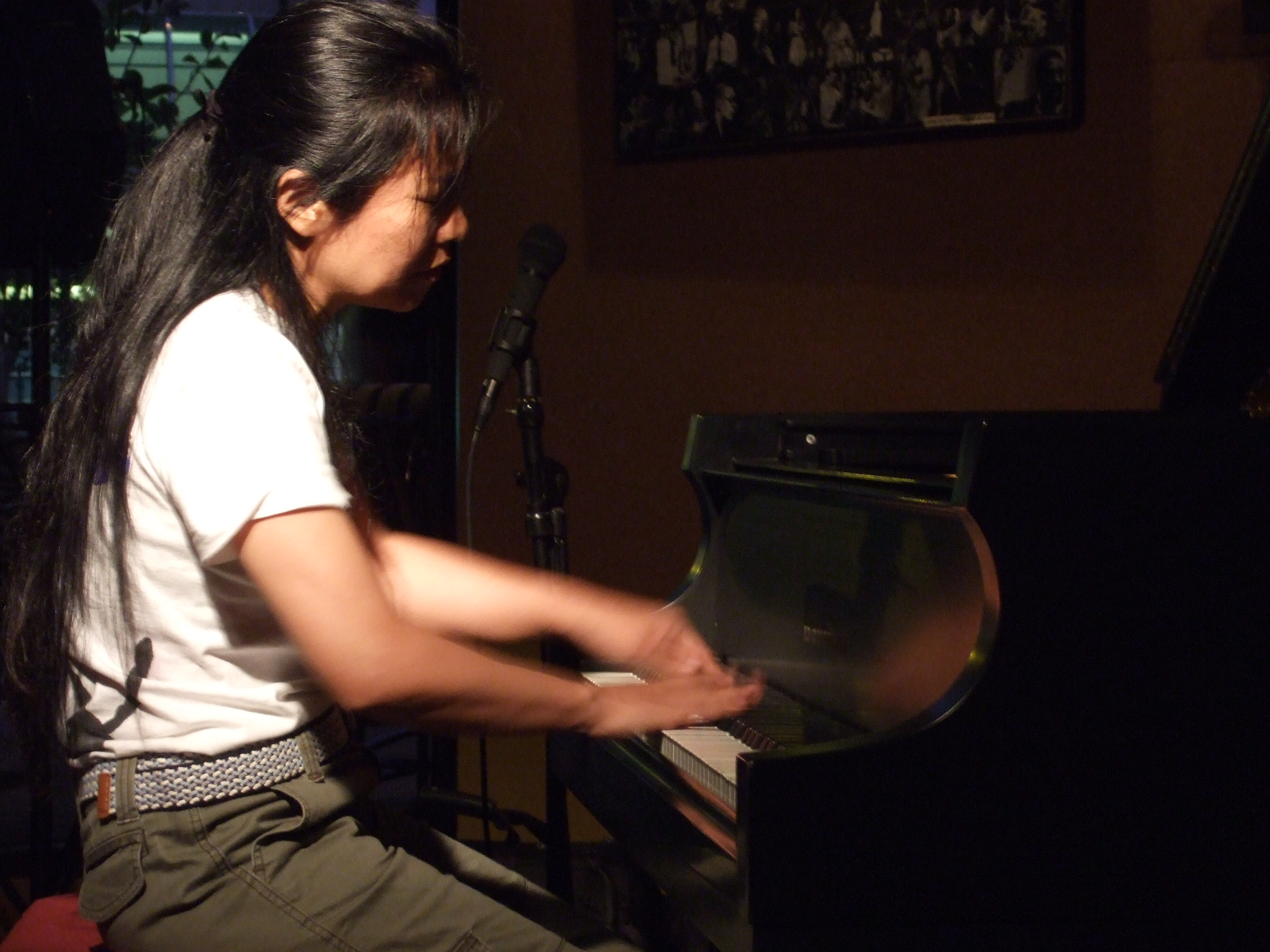
Satoko Fujii in San Diego 2008

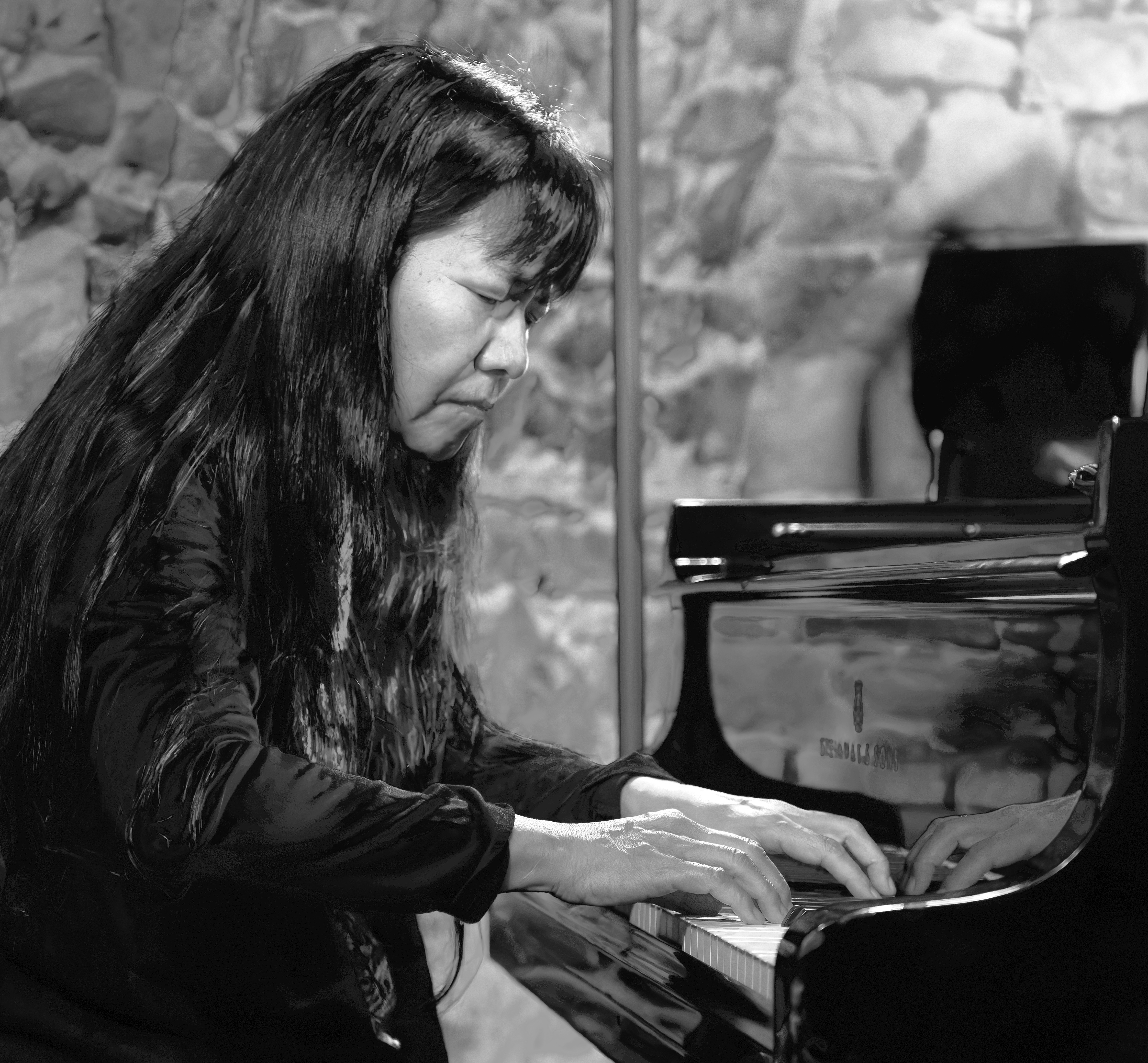
Satoko Fujii mit ihrem Trio im Jazzinstitut Darmstadt am 23. Mai 2025

Satoko Fujii (japanisch 藤井 郷子, Fujii Satoko; * 9. Oktober 1958 in Tokio) ist eine japanische Avantgarde-Jazz-Pianistin und -Komponistin. Vielseitige „Einflüsse von Klassik über Folklore und Jazz bis Heavy Metal und Punk fließen in ihrem Spiel mit überraschenden Verläufen zusammen.“

## Leben und Wirken
Fujii begann im Alter von vier Jahren mit dem Klavierspiel, erhielt eine klassische Ausbildung und beschäftigte sich dann mit Improvisation und Jazz. Mit 20 Jahren hörte sie mit dem Klavierspielen auf und verfolgte in einer Vokal-Band archaische Gesänge. 1985 kam sie zum ersten Mal in die Vereinigten Staaten, studierte am Berklee College of Music in Boston bei Bill Pierce und Herb Pomeroy, wo sie 1987 graduierte und nach Japan zurückkehrte. 1993 kam sie erneut in die USA und studierte Jazz Performance am New England Conservatory of Music bei George Russell und Paul Bley, das sie 1996 mit Diplom abschloss.
In zwei Sessions entstand um die Jahreswende 1994/95 ein Duoalbum mit Paul Bley (Something About Water), ein Jahr später folgte Fujiis Soloalbum Indication; ab 1997 arbeitete sie vorwiegend in Duo/Trio-Besetzungen und mit größeren Ensembles, so für die Alben South Wind (1997) und Jo, bei denen Musiker wie Andy Laster, Tony Malaby, Herb Robertson Chris Speed, Jack Walrath mitwirkten. 1998 arbeitete Fujii im Trio mit Jim Black und Mark Dresser; 1999 mit dem Violinisten Mark Feldman; auf dem gemeinsamen Album finden sich neben Duos auch Solo-Stücke von Fujii (Behind the Notes).

Zwischen 2001 und 2003 arbeitete sie mit Musikern wie Ellery Eskelin, Dave Ballou, Herb Robertson, Joey Sellers an ihrem Big-Band-Projekt Blueprint, das Anklänge an Toshiko Akiyoshis Orchester zeigte. Auf ihrem Trioalbum Illusion Suite von 2003 – erneut mit Mark Dresser und Jim Black – wendete sich Fujii der freien Improvisationsmusik zu; 2004 erweiterte sie die Band mit ihrem Ehemann, dem Trompeter Natsuki Tamura, zum Quartett (Live in Japan 2004).
Fujii lebt mit Natsuki Tamura abwechselnd in Japan und New York City. Sie arbeitete außerdem mit dem Glasgow Improvisers Orchestra, Carla Kihlstedt, Nate McBride, Alister Spence und Jane Wang. Bis 2023 hat sie rund hundert Alben (die digitalen Bandcamp-Veröffentlichungen nicht mitgezählt) veröffentlicht.
2020 wurde Fujii gemeinsam mit anderen Musikern mit dem Instant Award in Improvised Music ausgezeichnet.

## Diskographische Hinweise
- South Wind (Libra, 1997)
- Jo (Buzz, 1998)
- Kitsune-bi (Tzadik, 1998) mit Mark Dresser, Jim Black
- April Shower (Buzz, 1999) mit Mark Feldman
- Illusion Suite (Libra, 2003) mit Mark Dresser und Jim Black
- Live in Japan 2004 (Natsat, 2004) mit Natsuki Tamura, Dresser und Black
- Chun (Libra Records, 2008)
- Min-Yoh Ensemble: Watershed (Libra, 2011)
- Kaze: Rafale (Libra, 2011)
- Satoko Fujii Orchestra New York: Eto (Libra, 2011) mit Chris Speed, Ellery Eskelin, Curtis Hasselbring, Herb Robertson, Joe Fiedler; Frank London
- Satoko Fujii / Natsuki Tamura: Muku (Libra Records, 2012)
- Spring Storm (Libra, 2013), mit Todd Nicholson, Takashi Itani
- Gen Himmel (Libra, 2013) solo
- Satoko Fujii Orchestra Berlin Ichigo Ichie (Libra, 2015), mit Richard Koch, Nikolaus Neuser, Matthias Müller, Matthias Schubert, Gebhard Ullmann, Paulina Owczarek, Natsuki Tamura, Kazuhisa Uchihashi, Jan Roder, Michael Griener, Peter Orins
- Satoko Fujii / Joe Fonda: Duet (Long Song Records, 2016)
- Satoko Fujii Orchestra Tokyo: Peace (Tribute to Kelly Churko) (Libra, 2017)
- Satoko Fujii Orchestra New York: Fukushima (Libra Records, 2017)
- Kaze: Atody Man (2018), mit Natsuki Tamura, Christian Pruvost, Peter Orins
- Satoko Fujii / Joe Fonda / Gianni Mimmo: Triad (Long Song Records, 2018)
- Satoko Fujii / Natsuki Tamura / Takashi Itani: This Is It! (Libra Records, 2018)
- Satoko Fujii / Yuko Yamaoka: Diary 2005-2015: Yuko Yamaoka Plays the Music of Satoko Fujii (Libra Records, 2018)
- Kikoeru: Tribute to Masaya Kimura (Libra, 2019)
- Triad (2019), mit Joe Fonda, Gianni Mimmo
- Satoko Fujii Orchestra New York: Entity (Libra, 2019)
- Hazuki (Libra, 2020)
- Solo Concert (2020)
- Satoko Fujii, Natsuki Tamura: Pentas: Tribute to Eric and Chris Stern (NotTwo, 2020)
- Natsuki Tamura, Satoko Fujii, Ramón López: Mantle (NotTwo, 2020)
- Hyaku: One Hundred Dreams (Libra, 2022)
- Satoko Fujii & Otomo Yoshihide: Perpetual Motion (Ayler Records, 2023)
- Kaze & Ikue Mori: Crustal Movement (2023)
- Torrent (2023)
- Kaze: Unwritten (Libra, 2024)
- Satoko Fujii, Natsuki Tamura: Aloft (Libra, 2024)
- Satoko Fujii GEN: Altitude 1100 Meters (Libra, 2025)
- Satoko Fujii Tokyo Trio: Dream a Dream (Libra, 2025)

## Lexikalische Einträge
- Richard Cook, Brian Morton: The Penguin Guide to Jazz Recordings. 8. Auflage. Penguin, London 2006, ISBN 0-14-102327-9.
- Wolf Kampmann (Hrsg.), unter Mitarbeit von Ekkehard Jost: Reclams Jazzlexikon. Reclam, Stuttgart 2003, ISBN 3-15-010528-5.